# Resolució 1541 del Consell de Seguretat de les Nacions Unides
La Resolució 1541 del Consell de Seguretat de les Nacions Unides, adoptada per unanimitat el 29 d'abril de 2004 després de reafirmar totes les resolucions anteriors del Sàhara Occidental, en particular la Resolució 1495 (2004) el consell va ampliar el mandat de la Missió de Nacions Unides pel Referèndum al Sàhara Occidental (MINURSO), que concloïa l'endemà segons la resolució 1523, per sis mesos, fins al 31 d'octubre de 2004.
El Consell de Seguretat va reafirmar la necessitat d'una solució duradora i mútua per al problema del Sàhara Occidental, que proporcionaria l'autodeterminació de la població del territori. Va recolzar també el Pla Baker com un acord polític entre Marroc i el Front Polisario. Es va instar a ambdues parts a cooperar amb el secretari general Kofi Annan i el seu enviat personal James Baker III.
Finalment, es va demanar al Secretari General que informés sobre la situació al final del mandat de la MINURSO i que proporcionés una avaluació de la mida de la MINURSO necessària perquè dugués a terme les tasques del seu mandat, amb vistes a la seva reducció gradual.